# Aleixo Raul (grande estratopedarca)
Aleixo Raul (em grego: Ἀλέξιος Ῥαούλ; romaniz.: Aléxios Raoúl; m. 1303) foi um aristocrata, grande estratopedarca e grande doméstico bizantino do século XIII. Foi filho do protovestiário João Raul Petralifa, filho do também protovestiário Aleixo Raul, e de sua esposa Teodora Raulena, filha do pincerna João Comneno Ângelo Cantacuzeno. Casou-se duas vezes, a primeira com Tarcaniotissa, filha do protovestiário Miguel Tarcaniota, e a segunda com Angelina, a filha do déspota do Epiro Miguel Comneno Ângelo Cutrul. Com uma de suas esposas teve um filho de nome desconhecido que ostentou o título grande estratopedarca.